# Második nikaiai zsinat

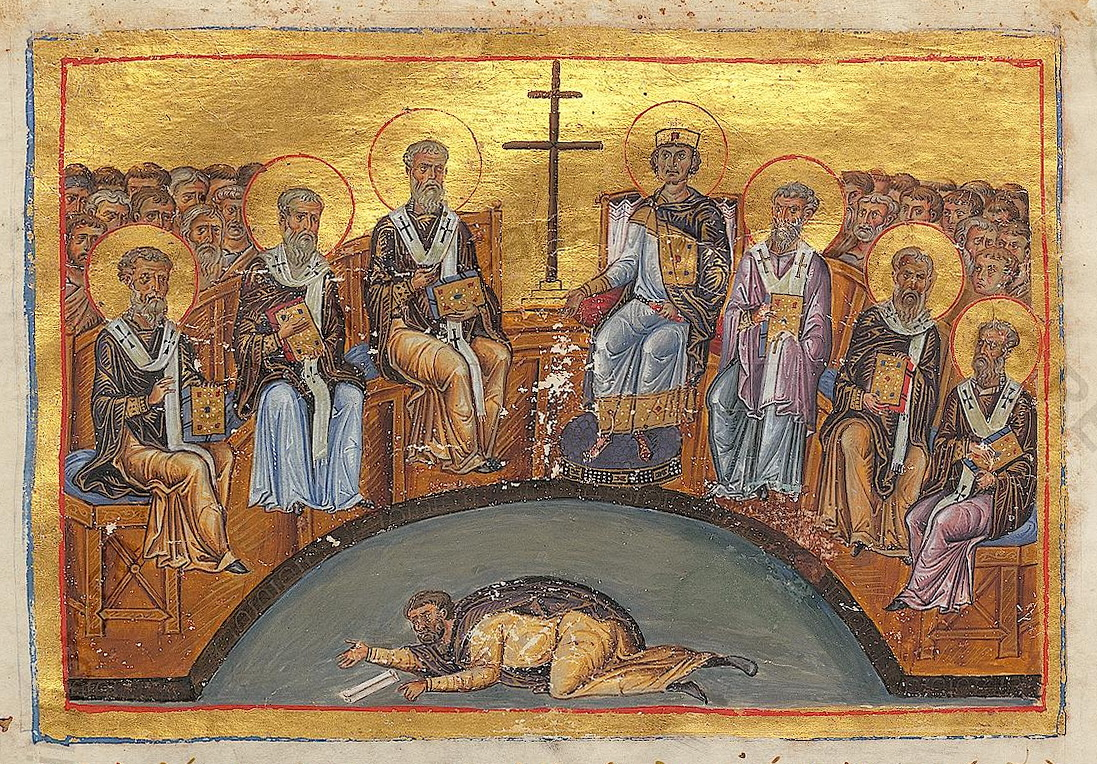
A második nikaiai zsinat ábrázolása a 11. századból

A második nikaiai zsinat vagy második niceai zsinat a katolikus egyház 7. egyetemes zsinata, amelyet 787-ben tartottak Nikaiában. A zsinatot Eiréné bizánci császárnő hívta össze a kialakult képrombolások megakadályozására. A bizánci birodalomban III. León bizánci császár és fia V. Kónsztantinosz bizánci császár hivatalossá tette a képek elpusztítását.

## Előzmények
Konstantinápolyban volt egy császári rendelet a képrombolásra. Ez ellen a rendelet ellen (730) III. Gergely pápa hiába tiltakozott azzal, hogy kiközösítette (736) a képrombolókat. 757-ben egy konstantinápolyi zsinaton a zárónyilatkozat újra megerősítette a képrombolást. Azonban uralomra jutott Eiréné bizánci császárnő, aki képtisztelő volt, és zsinatot hívott volna össze, de katonák egy csoportja szétkergette a gyűlést 786. július 31-én. A császárnő a pátriárka székébe olyan püspököt ültetett, aki támogatta őt, és összehívta újra a zsinatot.

## A zsinat
A zsinaton nyolc ülés volt, napirendre vették a képrombolók érveit és tételesen cáfolták azokat. Második lépésben meghatározták a képtisztelet alapjait. Első pontban megengedték Jézus, Szűz Mária, szentek és az angyalok ábrázolását. Kinyilvánították, hogy a festett képek nem bálványok. Az ábrázolt személy emlékeztető csak, és arra buzdít hogy kövessék az általa képviselt utat. Egyedül csak Istent illeti az imádat, így a képek előtt kifejezett tisztelet lényegesen különbözik attól. A tisztelet viszont nem a képnek szól, hanem annak a személynek akit ábrázol. Voltak akik ezeket a határozatokat nem értették. Leginkább nem volt világos számukra a képtisztelet és az imádás közti értelmezés. Ezt a korabeli fordítási elégtelenségek is hátráltatták. 794-ben Nagy Károly zsinatot hívott össze Frankfurtban, ahol a nikaiai zsinat eredményeit elvetették, sőt Libri Carolini néven vitairatot is készíttetett Orléans-i Theodulffal – de a pápa viszont nem nyilvánította semmisnek.